# Filippo Colombo
Filippo Colombo (Gussago, 20 de dezembro de 1997) é um desportista suíço que compete no ciclismo nas modalidades de montanha, na disciplina de cross-country, e rota.
Ganhou cinco medalhas no Campeonato Mundial de Ciclismo de Montanha entre os anos 2014 e 2022, e quatro medalhas no Campeonato Europeu de Ciclismo de Montanha, entre os anos 2017 e 2022.

## Medalheiro internacional
| Campeonato Mundial | Campeonato Mundial             | Campeonato Mundial | Campeonato Mundial        |
| Ano                | Lugar                          | Medalha            | Competição                |
| ------------------ | ------------------------------ | ------------------ | ------------------------- |
| 2014               | Hafjell/Lillehammer ( Noruega) | Medalha de prata   | Cross-country por relevos |
| 2016               | Nové Město ( Chéquia)          | Medalha de bronze  | Cross-country por relevos |
| 2017               | Cairns ( Austrália)            | Medalha de ouro    | Cross-country por relevos |
| 2018               | Lenzerheide ( Suíça )          | Medalha de ouro    | Cross-country por relevos |
| 2022               | Les Gets ( França)             | Medalha de prata   | Cross-country curto       |
| Campeonato Europeu |                                |                    |                           |
| Ano                | Lugar                          | Medalha            | Competição                |
| 2017               | Darfo Boario ( Itália)         | Medalha de ouro    | Cross-country por relevos |
| 2018               | Graz ( Áustria)                | Medalha de prata   | Cross-country por relevos |
| 2021               | Novi Sad ( Sérvia)             | Medalha de bronze  | Cross-country             |
| 2022               | Munique ( Alemanha)            | Medalha de bronze  | Cross-country             |